# Ochlocratie
Ochlocratie (Grieks: ὀχλοκρατία, Latijn: ochlocratia; van ὄχλος "menigte, (mensen)massa" en κρατία "heerschappij") is een staatsvorm waarbij de bestuurlijke autoriteit gehandhaafd wordt door de opvattingen van de menigte. Vanwege de negatieve connotatie als ontaarde vorm van democratie wordt zij in het Nederlands ook wel "heerschappij van het gepeupel" genoemd.
De term zelf werd waarschijnlijk als eerste gebruikt door Polybius in zijn Historiën (6.4.6) om een ontaarde vorm van democratie te beschrijven, alhoewel ook Plato en Aristoteles eerder al onderscheid maakten tussen een goede en een slechte vorm van democratie (heerschappij van het volk).
Volgens de klassieke visie kan democratie ontaarden in een ochlocratie door geweld en wetteloosheid, zoals monarchie kan ontaarden in tirannie en aristocratie in oligarchie.
Ochlocratie moet niet verward worden met directe democratie.